# Brassolis vulpeculus
Brassolis vulpeculus är en fjärilsart som beskrevs av Hans Ferdinand Emil Julius Stichel 1901. Brassolis vulpeculus ingår i släktet Brassolis och familjen praktfjärilar. Inga underarter finns listade i Catalogue of Life.